# Szobapáfrány
A szobapáfrány (Nephrolepis exaltata) a valódi páfrányok (Pteridopsida) osztályának édesgyökerű páfrányok (Polypodiales) rendjébe, ezen belül a szobapáfrányfélék (Nephrolepidaceae) családjába tartozó faj.

## Előfordulása
A szobapáfrány eredeti előfordulási területe az Amerikai Egyesült Államokbeli Arizona, Florida, Hawaii, Louisiana és Texas államok, a Karib-térség nyugati fele, Hondurastól délre Közép-Amerika, és elszórtan Dél-Amerika egyes északi részei, főleg a Brazília és a Kolumbia közé eső térségek.
Az ember sokfelé betelepítette; manapság vadonnövő állományai léteznek: Mexikó keleti partján, Algériában, Marokkóban és Tanzániában, valamint Nyugat-Ausztrália és Queensland területein. További elvadult állományai találhatók az Azor-, a Kanári- és a Szent Ilona-szigeten.

## Alfajai
- Nephrolepis exaltata subsp. exaltata
- Nephrolepis exaltata subsp. hawaiiensis W.H.Wagner

## Megjelenése
Ennek a páfrányfajnak is a levelei mélyen szárnyasak. Maga a levéllemez 50-250 centiméter hosszú és 6-15 centiméter széles, míg a levélkék 2-8 centiméteresek. A levélkék széle is enyhén fűrészes.

## Hatása
Bokros növekedésű, kedvelt szobanövény, amely jól megszűri a levegőt a szennyezőanyagoktól, így a formaldehidtől, xiloltól, toluoltól. Ezek az anyagok akár fejfájást, légzési problémákat is okozhatnak, így mindenképp jobb megszabadulni tőlük. Ráadásul elűzi a téli szárazságot is, mivel párásítja a levegőt.

## Képek

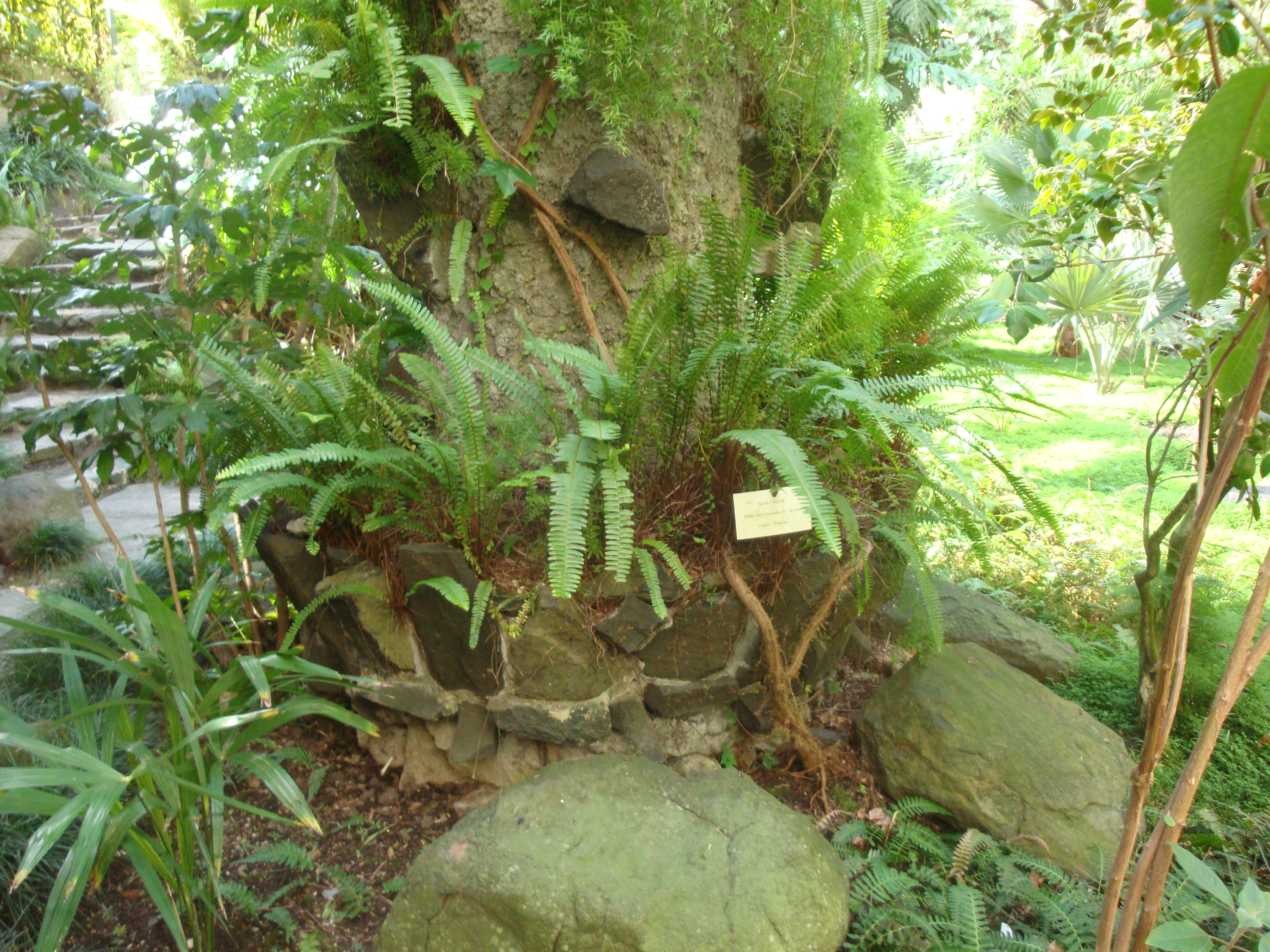
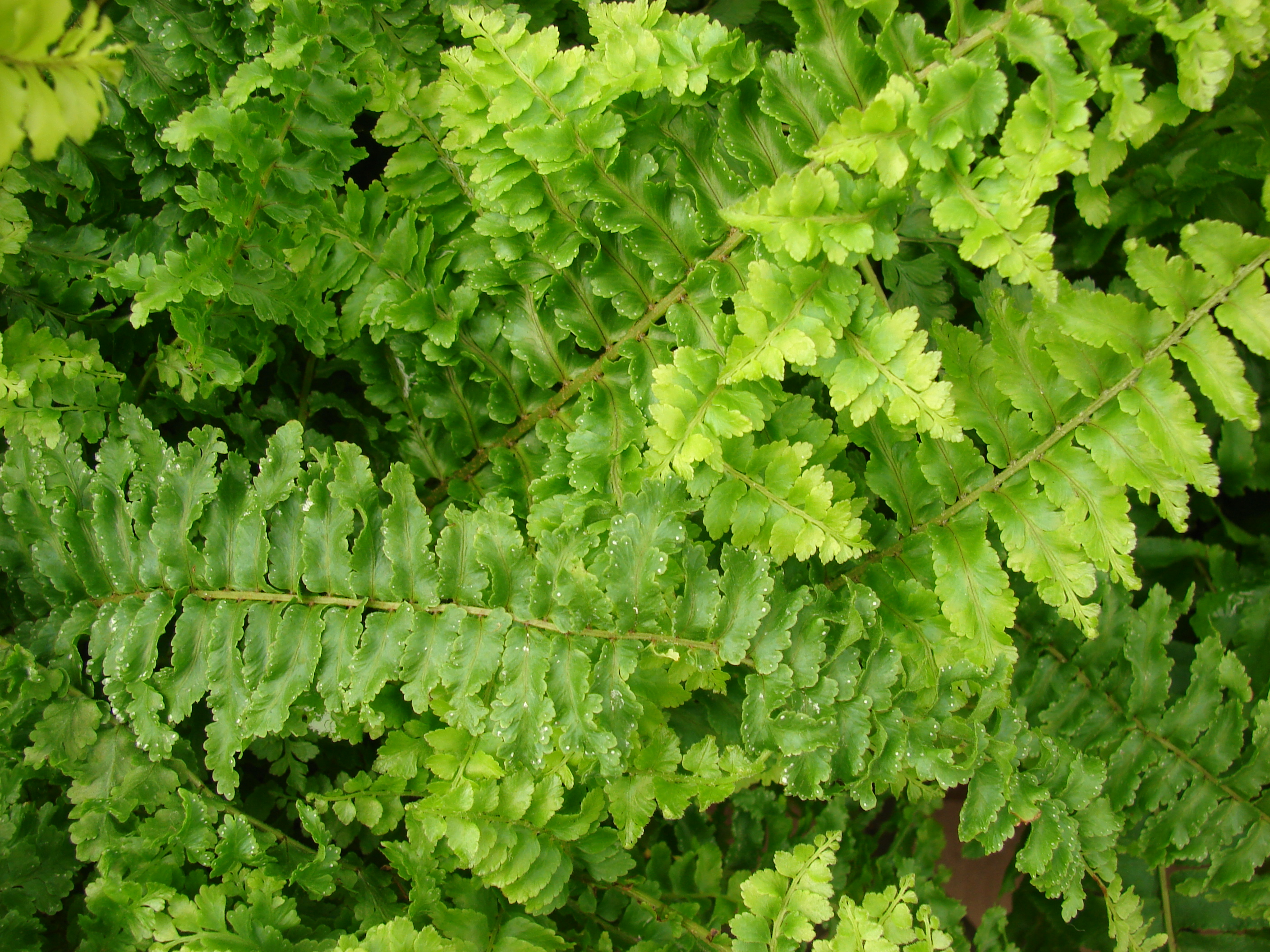
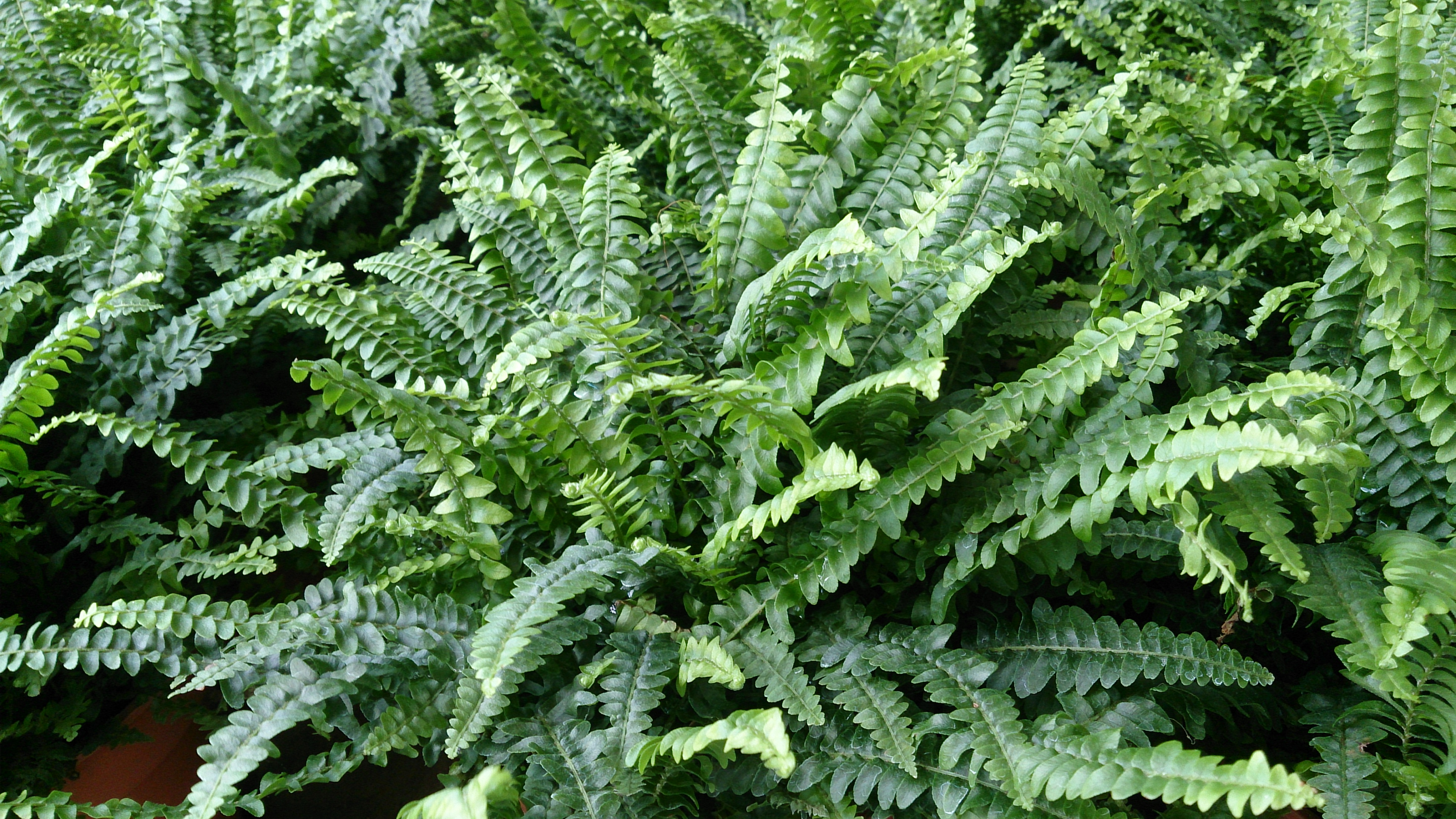
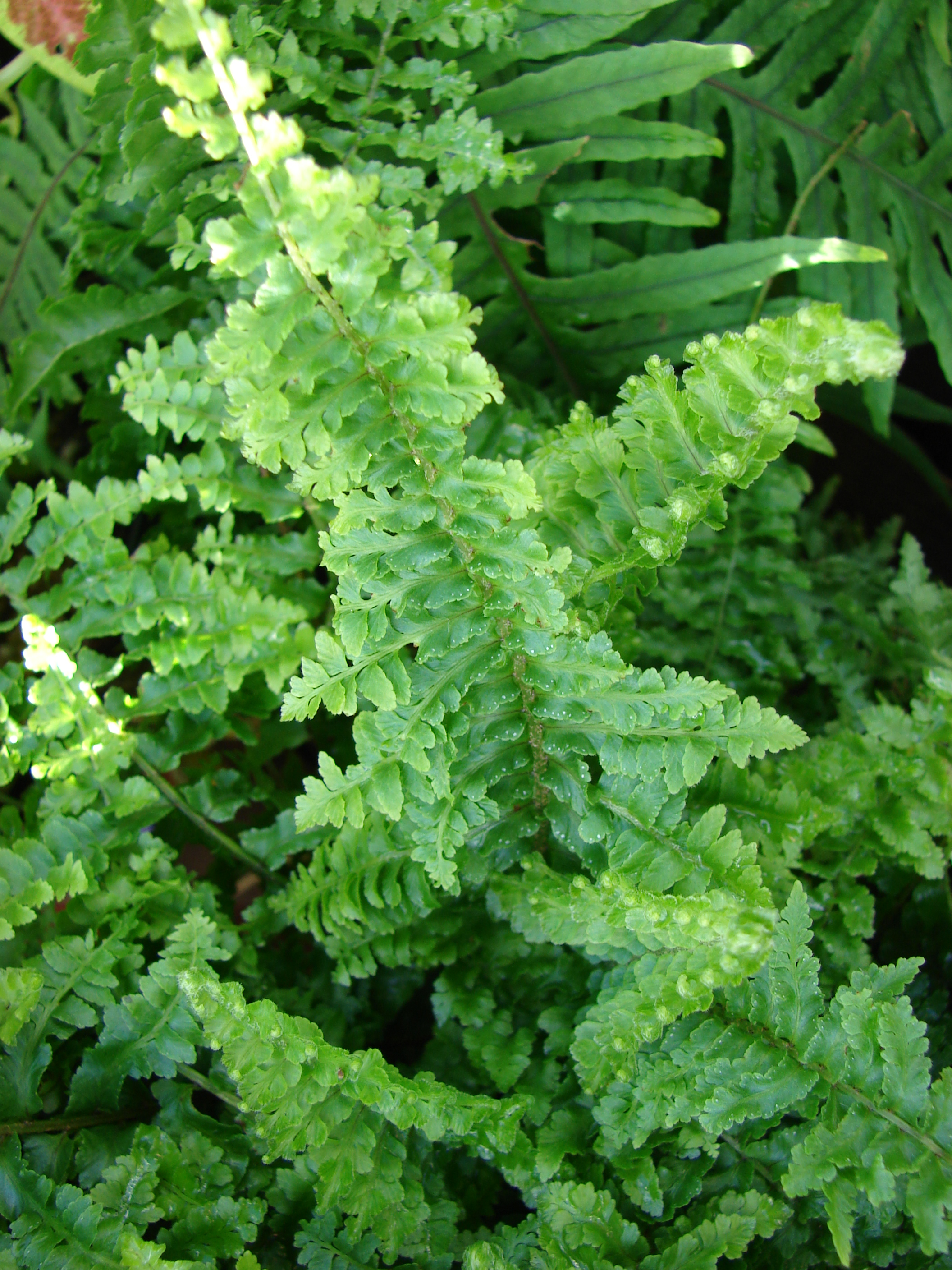
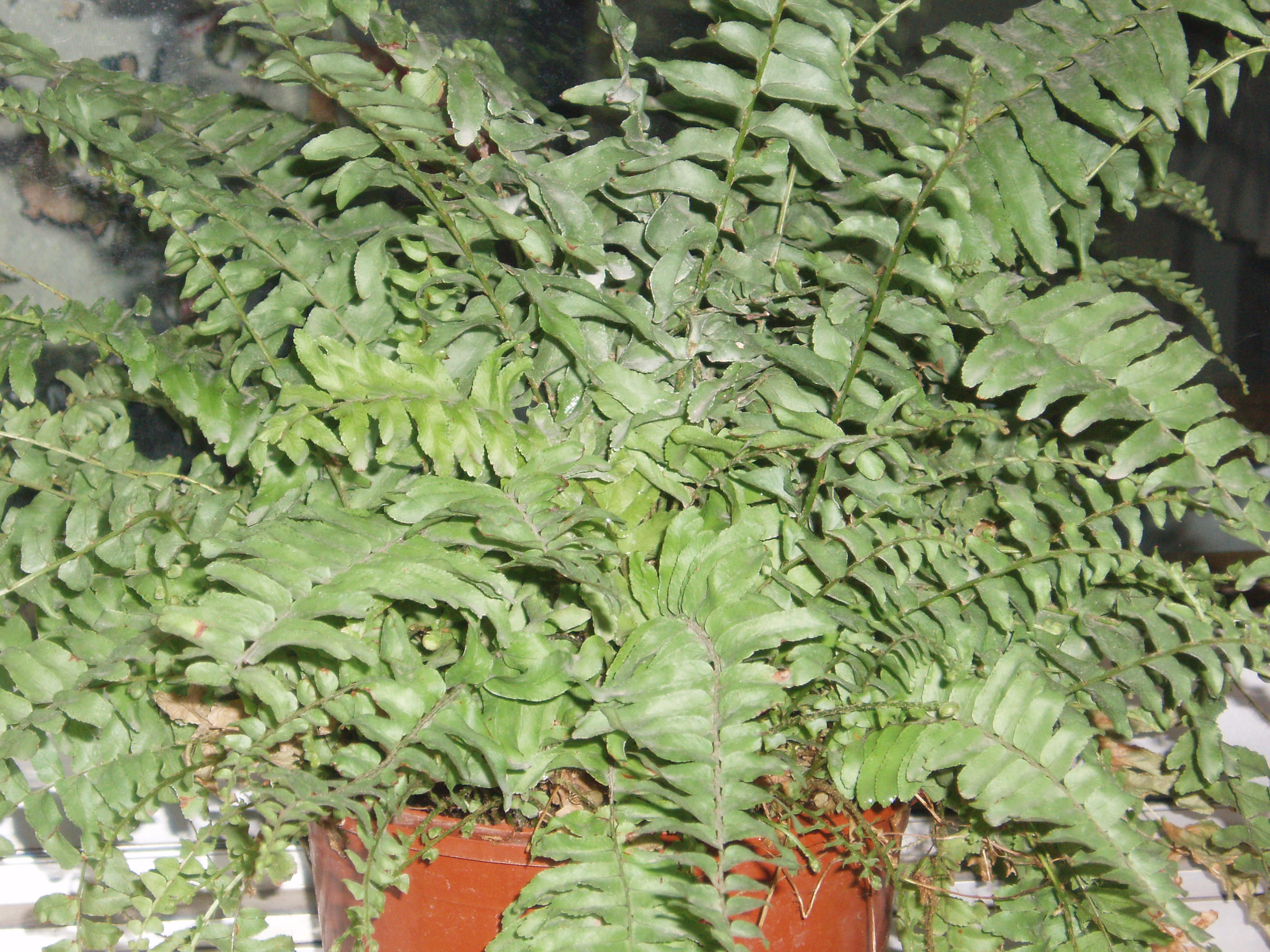